# لک (بلژیک)
لک (به لاتین: Leke) یک منطقهٔ مسکونی در بلژیک است که در دیکسمویید واقع شده‌است. لک ۱۰٫۷۳ کیلومتر مربع مساحت و ۱٬۰۷۸ نفر جمعیت دارد.